# Begur (kommunhuvudort)
Begur är en kommunhuvudort i Spanien.   Den ligger i provinsen Província de Girona och regionen Katalonien, i den östra delen av landet, 600 km öster om huvudstaden Madrid. Begur ligger 239 meter över havet och antalet invånare är 3 981.
Terrängen runt Begur är varierad. Havet är nära Begur österut. Närmaste större samhälle är Palafrugell, 5,7 km sydväst om Begur. 